# Hilario Marcó

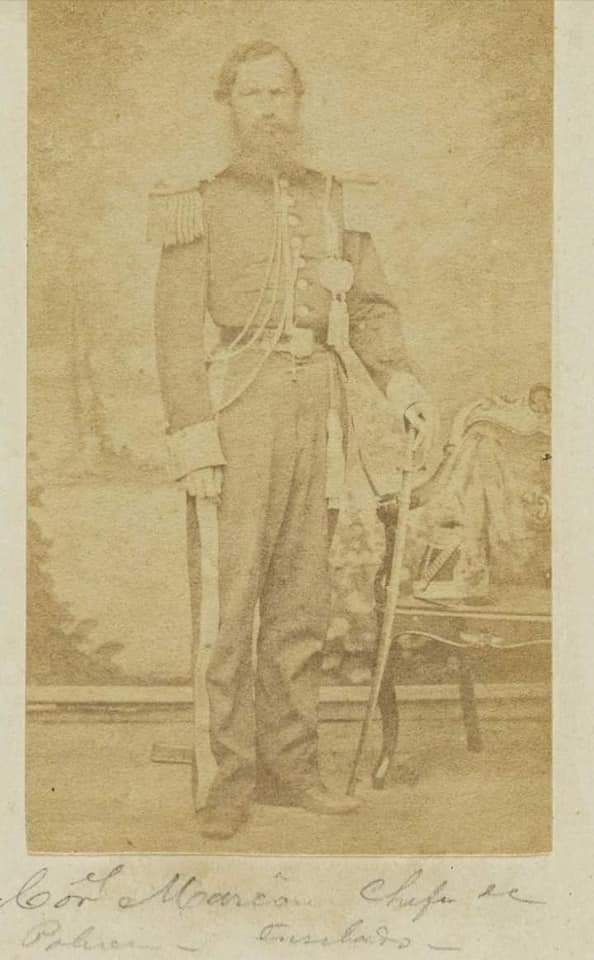

Hilario Marcó (Yaguarón, 1827 - Zanja-Hu, outubro de 1869) foi um coronel do exército paraguaio que lutou em várias batalhas da Guerra da Tríplice Aliança.

## Biografia
Hilário marcó iniciou sua carreira em um escritório de jornal chamado de Imprenta del Estado em 1845. Já em 1850 se torna alferes no exército e se junta ao Batalhão Nº 1 com base em Paso de Pátria. Com a patente de capitão, Hilario Marcó se torna o comandante da força policial da capital paraguaia em outubro de 1858.

### Guerra do Paraguai
Ao estourar a guerra Marcó já detém o posto de tenente-coronel e participa de várias batalhas, em especial a Batalha de Tuiuti ocorrida em 24 de maio de 1866, onde comanda uma coluna de 4300 homens que forçaria um ataque ao centro do acampamento aliado. Nesta batalha o coronel perde sua mão esquerda. Por sua atuação nessa luta ele recebe a distinção de Ordem Nacional do Mérito. Mais tarde ele comandaria o pelotão de fuzilamento contra supostos conspiradores de Solano López. Perderia a vida por justamente ser acusado de conspirar contra o ditador em cumplicidade com Venancio López. Foi fuzilado em outubro de 1869 depois de semanas de torturas.